# Ryo Kanazawa
Ryo Kanazawa (født 19. oktober 1988) er en tidligere japansk fodboldspiller.
Han har spillet for flere forskellige klubber i sin karriere, herunder JEF United Chiba.